# Xã Ida, Michigan
Xã Ida (tiếng Anh: Ida Township) là một xã thuộc quận Monroe, tiểu bang Michigan, Hoa Kỳ. Năm 2010, dân số của xã này là 4.964 người.